# Greenhalgh (1941)
Greenhalgh (M-3) – brazylijski niszczyciel z czasów II wojny światowej i okresu „zimnej wojny”, jedna z trzech jednostek typu Marcílio Dias. Okręt został zwodowany 8 lipca 1941 roku w stoczni Arsenal de Marinha do Rio de Janeiro na Ilha das Cobras, a do służby w Marinha do Brasil wszedł w listopadzie 1943 roku. Jednostka została skreślona z listy floty w 1966 roku.

## Projekt i budowa
„Greenhalgh” był jednym z trzech bliźniaczych niszczycieli typu Marcílio Dias – pierwszych jednostek tej klasy zbudowanych w Brazylii. Projekt okrętu został pozyskany z USA na prośbę szefa sztabu marynarki – były to plany aktualnie budowanych amerykańskich niszczycieli typu Mahan. Okręt miał być uzbrojony według projektu w pięć dział uniwersalnych kal. 127 mm, cztery działka plot. kal. 20 mm i 12 wyrzutni torped kal. 533 mm w trzech poczwórnych aparatach, jednak podczas długiego czasu budowy postanowiono wzmocnić uzbrojenie przeciwlotnicze i POP, kosztem jednego działa kal. 127 mm i dwóch aparatów torpedowych. Niszczyciel otrzymał większość wyposażenia produkcji amerykańskiej, m.in. turbiny parowe, kotły, system kierowania ogniem czy sonar.
„Greenhalgh” zbudowany został w stoczni Arsenal de Marinha do Rio de Janeiro, położonej na wyspie Ilha das Cobras w Rio de Janeiro. Stępkę okrętu położono 8 maja 1937 roku, a zwodowany został 8 lipca 1941 roku. Niszczyciel oddano do służby z przestarzałym uzbrojeniem pochodzącym z wycofanych ze służby okrętów, po czym w USA otrzymał właściwe uzbrojenie produkcji amerykańskiej.

## Dane taktyczno-techniczne
Okręt był dużym niszczycielem, z typowym dla tej klasy okrętów uzbrojeniem i wyposażeniem. Długość całkowita wynosiła 108,8 metra (103,9 m między pionami), szerokość 10,6 metra i zanurzenie 3 metry (maksymalne 3,66 m). Wyporność standardowa wynosiła 1500 ton, a pełna 2200 ton. Okręt napędzany był przez dwie turbiny parowe General Electric z przekładniami redukcyjnymi o łącznej mocy 42 800 koni mechanicznych (KM), do których parę dostarczały cztery wysokociśnieniowe kotły wodnorurkowe Babcock & Wilcox. Dwuśrubowy układ napędowy pozwalał osiągnąć prędkość 36,5 węzła. Energię elektryczną wytwarzały dwa turbogeneratory prądu stałego 240 V Westinghouse o mocy 100 kVA (okręt posiadał też awaryjny generator wysokoprężny o mocy 136 KM). Okręt zabierał 500-550 ton mazutu, co zapewniało zasięg maksymalny 6000 mil morskich przy prędkości ekonomicznej 15 węzłów.
Okręt był uzbrojony w cztery pojedyncze działa uniwersalne kal. 127 mm Mark 12 L/38 (jedno na pokładzie dziobowym, jedno w superpozycji na nadbudówce dziobowej, jedno na pokładzie rufowym i jedno na nadbudówce rufowej, także w superpozycji), wyprodukowane przez Bethlehem Steel. Broń przeciwlotniczą stanowiły cztery działka Bofors kal. 40 mm Mark 1/2 L/56 (2 x II) oraz cztery pojedyncze działka Oerlikon kal. 20 mm L/70. Uzbrojenie uzupełniały: poczwórny aparat torpedowy kal. 533 mm oraz cztery miotacze bomb głębinowych i dwie zrzutnie bomb głębinowych. Wyposażenie radioelektroniczne obejmowało m.in. system kierowania ogniem i sonar.
Załoga okrętu składała się ze 190 oficerów, podoficerów i marynarzy.

## Służba
„Greenhalgh” został wcielony do służby w Marinha do Brasil 29 listopada 1943 roku. Jednostka otrzymała numer taktyczny M-3. Okręt pełnił służbę podczas II wojny światowej, wchodząc w 1944 roku w skład Północno-Wschodniego Zgrupowania Morskiego, operującego z Recife wraz z amerykańską 4. Flotą. Niszczyciel uczestniczył m.in. w eskortowaniu konwojów do Europy z żołnierzami Brazylijskiego Korpusu Ekspedycyjnego w lipcu 1944 i lutym 1945 roku. 4 grudnia 1945 roku „Greenhalgh” wraz z dwoma bliźniaczymi jednostkami znalazł się w składzie 1. Flotylli Niszczycieli. W marcu 1948 roku okręt (wraz z niszczycielami eskortowymi „Beberibe” i „Bocaina”) wziął udział w ćwiczeniach wysadzania desantu na wyspę Pompeba w zatoce Sepetiba. 31 stycznia 1953 roku okręt wszedł w skład 1. Dywizjonu 1. Eskadry Niszczycieli. W tym czasie zmieniono jego numer burtowy na D-24. W 1963 roku z okrętu zdjęto dwie znajdujące się w superpozycji działa 127 mm, instalując w zamian dwa podwójne zestawy działek przeciwlotniczych kal. 40 mm. Jednostka służyła do 1966 roku, kiedy została skreślona z listy floty.